# Thu hải đường lá mang
Thu hải đường lá mang (danh pháp: Begonia hymenophylla) là một loài thực vật có hoa trong họ Thu hải đường. Loài này được Gagnep. miêu tả khoa học đầu tiên năm 1919.